# جبل طاروجة
جبل طاروجة هو جبل يقع في قرية اللبن الشرقية التي تقع بين رام الله ونابلس بالضفة الغربية، يرتفع نحو 800 متر عن سطح البحر ، تُحاط منطقة الجبل ومنحدراته بأشجار ونباتات مثل السنديان، وشجرة البطم الفلسطيني، ونبات السلمون، وزهرة شقائق النعمان، ونبات البسباس، والخردل.

## سبب التسمية
سمي الجبل نسبة للاسطورة الشعبية لرجل صالح كان يعيش في القرية، وعند وفاته وتحضيره للدفن طار جثمانه الى الجبل المجاور فسمي بذلك الاسم.

## المواقع التراثية
يوجد مقام لرجل كان يدعى الشيخ زايد وجامع بجواره، كان الناس قديمًا يتبركون بالمقام ليقضي لهم حوائجهم وبجوار الجبل يوجد آثار من العصر الحديدي من الالف العاشرة قبل الميلاد وآثار تابعة لعصور وفترات أخرى مثل اليونانية والصليبية والرومانية والمملوكية، والعهد العثماني.

## حادثة سرقة الآثار
في عقد السبعينيات من القرن العشرين، تعرضت مغارة الذهب وتسمى أيضًا بمغارة الملوك بجانب جبل طاروجة وقرية سلفيت للسرقة من قِبل قوات موشيه ديان الإسرائيلية، وقامت القوات باستخراج تابوتين من المرمر أحمر اللون من الكهف. عُرضت التوابيت لاحقًا في المتحف الفلسطيني في القدس الذي سُمي فيما بعد متحف روكفلر.